# نیکوتین‌آمید آدنین دی‌نوکلئوتید فسفات

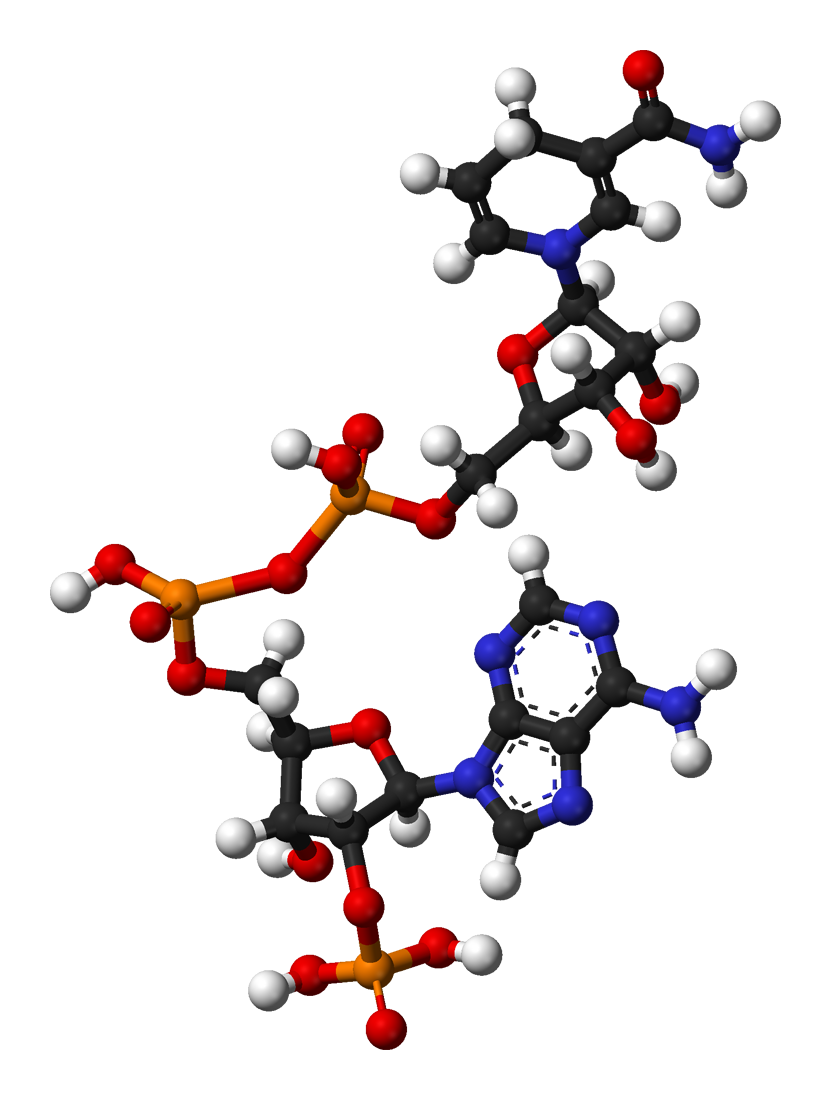
ساختمان مولکولی نیکوتین‌آمید آدنین دی‌نوکلئوتید فسسفات

نیکوتین‌آمید آدنین دی‌نوکلئوتید فسفات که «ان‌اِی‌دی‌پی‌اچ» (NADPH) کوتاه شدهٔ آن است، کوآنزیمی است که در بسیاری از واکنش‌های فراگشتی مانند ساخت اسیدهای هسته‌ای و ساخت لیپیدها به عنوان یک عامل کاهنده ایفای نقش می‌کند. نیاسین بخش مهمی از این کوآنزیم است.
NADPH شکل احیاء شده +NADP میباشد. تفاوت NADPH با NADH در افزوده شدن یک گروه فسفات به کربن 2' قند ریبوز میباشد.